# Melkamu Fetene
Melkamu Fetene (hebr. מלקמו פטנה; ur. 2003) – izraelski zapaśnik walczący w stylu klasycznym. Zajął 31. miejsce na mistrzostwach świata w 2023. 
Jedenasty na mistrzostwach Europy w 2024. Trzeci na MŚ U-23 w 2022. Drugi na ME w 2023 i 2025; trzeci w 2024. Trzeci na ME juniorów w 2022 i 2023, a także wśród kadetów w 2018 roku.